# 穆拉德·乌马哈诺夫
穆拉德·穆斯塔法耶维奇·乌马哈诺夫（俄语：Мура́д Мустафаевич Умаха́нов，1977年1月3日—），俄罗斯男子摔跤运动员。他曾代表俄罗斯参加2000年和2004年夏季奥林匹克运动会摔跤比赛，其中2000年奥运会获得一枚金牌。